# سیارک ۶۸۱

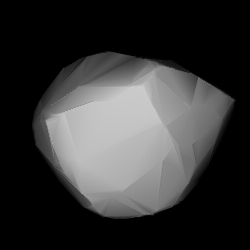
مدل سه‌بُعدی سیارک ۶۸۱ بر طبق منحنی نور آن

سیارک ۶۸۱ (به انگلیسی: 681 Gorgo، نامگذاری:1909GZ) ششصد و هشتاد و یکمین سیارک کشف شده‌است که در ۱۳ مه ۱۹۰۹ و در هایدلبرگ کشف شد.
قدر مطلق سیارک برابر ۱۱٫۰۰ است.